# Károly Ferenczy
Károly Ferenczy (8. února 1862 Vídeň – 18. března 1917 Budapešť) byl maďarský impresionistický malíř.

## Život

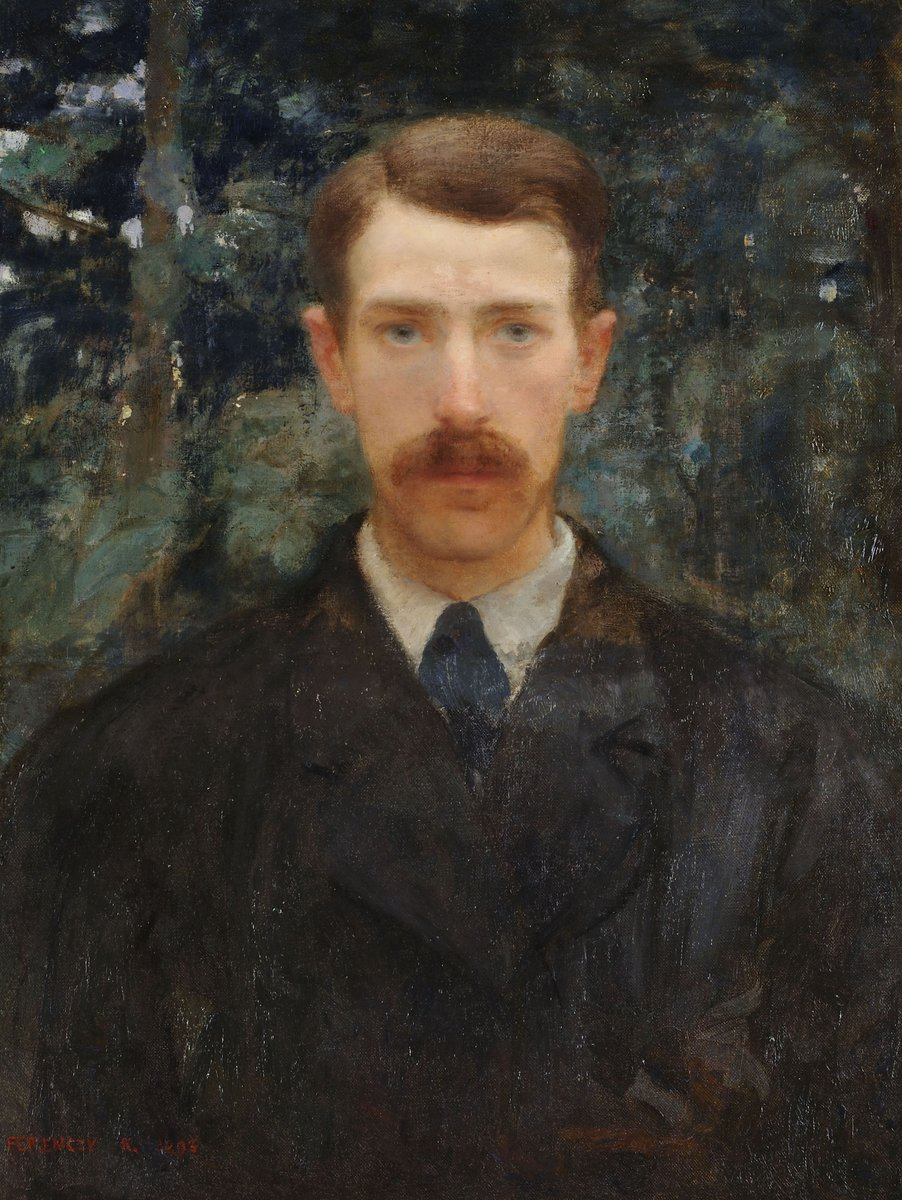
Autoportrét Károlye Ferenczyho

Vystudoval práva a ekonomii a malbě se začal plně věnovat až po dokončení studií pod vlivem své manželky Olgy Fialka. Pro více inspirace se vydal na cestu po Itálii a poté roku 1887 studovat malířství v Paříži na Julianově akademii. Z Paříže odjíždí roku 1889 do Szentendre, klidného městečka nedaleko Budapešti, kde nalezl tvůrčí atmosféru pro realizaci svých naturalistických pláten. Roku 1893 se přestěhoval se svou rodinou do Mnichova, kde se setkal s malíři z okruhu Simona Hollosyho. Většina těchto umělců se rozhodla roku 1896 Mnichov opustit a založit uměleckou kolonii v sedmihradské Nagybányi (dnešní rumunská Baia Mare).
 Jeho výstava v Budapešti v roce 1903 se dočkala triumfálního úspěchu. Do maďarské metropole se umělec roku 1906 také přestěhoval a stal se profesorem malby na budapešťské akademii, ale léta stále trávíval v Nagybányi. Ve své poslední tvůrčí etapě se věnoval především aktu.
Úspěšnými umělci se staly i jeho děti. Nejstarší syn Valér Ferenczy se též věnoval malbě a sepsal memoáry o svém otci. Béni Ferenczy se stal sochařem, významná je především jeho tvorba figurální a plastická. Noémi Ferenczy se proslavila především svými gobelíny. Díla členů celé rodiny lze zhlédnout v galerii Ferenczyových v Szentendre.